# Copa Libertadores da América de Futebol Feminino de 2009
A Copa Libertadores de Futebol Feminino de 2009 foi a primeira edição da competição e foi realizada pela Confederação Sul-Americana de Futebol (CONMEBOL). Contou com dez equipes, uma de cada país membro da CONMEBOL, sendo disputada em três sedes, São Paulo, Santos e Guarujá, no Brasil.

## Transmissão para o Brasil
A Rede Bandeirantes e o BandSports transmitiram a competição, sendo que a Band exibiu em TV aberta somente os jogos do Santos Futebol Clube, enquanto o BandSports transmitiu todos os jogos do campeonato.

## Equipes participantes
| Associação | Equipe               | Classificado por                         |
| ---------- | -------------------- | ---------------------------------------- |
| Argentina  | San Lorenzo          | Campeã do Campeonato Argentino 2008      |
| Bolívia    | EnForma Santa Cruz   | Campeã do Campeonato Boliviano de 2009   |
| Brasil     | Santos               | Campeã do Copa do Brasil de 2008         |
| Chile      | Everton              | Campeã do Campeonato Chileno de 2008     |
| Colômbia   | Formas Íntimas       | Vencedor da partida de classificação.    |
| Equador    | Deportivo Quito      | Campeã do Campeonato Equatoriano de 2009 |
| Paraguai   | Universidad Autónoma | Campeã do Campeonato Paraguaio de 2008   |
| Peru       | White Star           | Campeã do Campeonato Peruano de 2009     |
| Uruguai    | Rampla Juniors       | Campeã do Campeonato Uruguaio de 2008    |
| Venezuela  | Caracas              | Campeã do Campeonato Venezuelano de 2009 |

## Sedes
| Guarujá                                     | São Paulo                           | Santos                                 | Santos                          |
| ------------------------------------------- | ----------------------------------- | -------------------------------------- | ------------------------------- |
| Estádio Antônio Fernandes Capacidade: 8.000 | Estádio Pacaembu Capacidade: 40.260 | Estádio Ulrico Mursa Capacidade: 9.139 | Vila Belmiro Capacidade: 21.256 |
|                                             |                                     |                                        |                                 |

## Sorteio
O sorteio dos grupos aconteceu no dia 6 de setembro de 2009 na cidade de Santos. As equipes do Santos do Brasil e do San Lorenzo da Argentina foram os cabeças-de-chaves e foram automaticamente para os grupos 1 e 2 respectivamente. O grupo 1 teve sede em Santos, e o grupo 2 em Guarujá.
O sorteio resultou nos seguintes grupos:
| Primeira fase                                        | Primeira fase                                                                  |
| Grupo 1                                              | Grupo 2                                                                        |
| ---------------------------------------------------- | ------------------------------------------------------------------------------ |
| Santos White Star Caracas Everton EnForma Santa Cruz | San Lorenzo Universidad Autónoma Deportivo Quito Formas Íntimas Rampla Juniors |

## Primeira fase
As partidas da primeira fase foram disputadas entre 3 de outubro e 14 de outubro. As duas melhores equipes de cada grupo avançaram para as semifinais.

### Grupo 1
| Time               | Pts | J | V | E | D | GP | GC | SG  |
| ------------------ | --- | - | - | - | - | -- | -- | --- |
| Santos             | 12  | 4 | 4 | 0 | 0 | 29 | 2  | +27 |
| Everton            | 7   | 4 | 2 | 1 | 1 | 10 | 4  | +6  |
| White Star         | 6   | 4 | 2 | 0 | 2 | 7  | 9  | -2  |
| Caracas            | 2   | 4 | 0 | 2 | 2 | 2  | 14 | -12 |
| EnForma Santa Cruz | 1   | 4 | 0 | 1 | 3 | 4  | 23 | -19 |

Todas as partidas seguiram o fuso horário local (UTC-3).
| 3 de outubro | Santos                         | 3 – 1 | White Star | Estádio Vila Belmiro, Santos |
| 22:00        | Cristiane 11', 34' · Marta 38' |       | Nicole 90' | Público: 4,177               |

| 4 de outubro | Caracas | 0 – 0 | Everton | Estádio Vila Belmiro, Santos |
| 20:30        |         |       |         |                              |

| 6 de outubro | White Star | 1 – 4 | Everton                   | Estádio Vila Belmiro, Santos |
| 13:00        | Nicole 74' |       | Valeska 24', 56', 59' 87' |                              |

| 6 de outubro | Santos | 12 – 0 | EnForma Santa Cruz | Estádio Vila Belmiro, Santos |
| 15:00        | Cristiane 14', 43', 45+1', 65', 80' · Érika 23', 47', 62' · Maurine 31' · Marta 39' (pen) · Dani 70' · Thais 74' |        |                    | Público: 3,476               |

| 8 de outubro | White Star | 1 – 0 | Caracas | Estádio Vila Belmiro, Santos |
| 20:00        | Kelly 84'  |       |         |                              |

| 8 de outubro | Everton                                      | 5 – 0 | EnForma Santa Cruz | Estádio Vila Belmiro, Santos |
| 16:00        | Valeska 58', 84', 90' · Lopez 82' · Diaz 88' |       |                    |                              |

| 10 de outubro | EnForma Santa Cruz                                       | 2 – 4 | White Star | Estádio Vila Belmiro, Santos |
| 20:00         | Maite Zamorano 20' 1.º tempo Anita Velasco 37' 1.º tempo |       | Maria Pia aos 27' do 1.º tempo Kelly McClowsky aos 33' do 1.º tempo Nicole Wilcox aos 35' do 1.º tempo Nicole Wilcox aos 40' do 2.º tempo |                              |

| 10 de outubro | Santos                                                                                       | 11 – 0 | Caracas | Estádio Vila Belmiro, Santos |
| 22:00         | Cristiane 11', 18', 19', 64', 82' · Érika 13' · Marta 16', 87' · Maurine 42' · Fran 52', 72' |        |         | Público: 8,263               |

| 13 de outubro | Caracas                                | 2 – 2 | EnForma Santa Cruz                   | Estádio Vila Belmiro, Santos |
| 13:30         | Daniela Gonzalez ?' · Oriana Altuve ?' |       | Karla Padilha ?' · Nataly Ribeiro ?' |                              |

| 13 de outubro | Santos                                    | 3 – 1 | Everton           | Estádio Vila Belmiro, Santos |
| 15:30         | Cristiane ?' · Suzana ?' · Marta ?' (pen) |       | Karina Morales ?' |                              |

### Grupo 2
| Time                 | Pts | J | V | E | D | GP | GC | SG  |
| -------------------- | --- | - | - | - | - | -- | -- | --- |
| Universidad Autónoma | 12  | 4 | 4 | 0 | 0 | 15 | 6  | +9  |
| Formas Íntimas       | 9   | 4 | 3 | 0 | 1 | 18 | 5  | +13 |
| Deportivo Quito      | 4   | 4 | 1 | 1 | 2 | 7  | 10 | -3  |
| San Lorenzo          | 4   | 4 | 1 | 1 | 2 | 7  | 13 | -6  |
| Rampla Juniors       | 0   | 4 | 0 | 0 | 4 | 5  | 18 | -13 |

Todas as partidas seguiram o fuso horário local (UTC-3).
| 5 de outubro | Universidad Autónoma       | 3 – 2 | Formas Íntimas        | Estádio Antonio Fernandes, Guarujá |
| 13:30        | Monica 30', 75' (pen), 83' |       | Ospina 15' · Usme 63' |                                    |

| 5 de outubro | San Lorenzo   | 1 – 1 | Deportivo Quito | Estádio Antonio Fernandes, Guarujá |
| 15:30        | Quilionez 80' |       | Madelin 43'     |                                    |

| 7 de outubro | Deportivo Quito | 1 – 5 | Formas Íntimas                                                   | Estádio Antonio Fernandes, Guarujá |
| 13:30        | Valéria 65'     |       | Diana 20' · Naila 28' · Jennifer 47' · Catalina 58' · Yisela 90' |                                    |

| 7 de outubro | Rampla Juniors              | 2 – 5 | San Lorenzo                                         | Estádio Antonio Fernandes, Guarujá |
| 15:30        | Juliana 66' · Alejandra 68' |       | Enriqueta 41', 55' · Quilionez 61', 69' · Sindy 87' |                                    |

| 10 de outubro | Deportivo Quito    | 1 – 4 | Universidad Autónoma                                     | Estádio Antonio Fernandes, Guarujá |
| 14:00         | Patricia Freire 1' |       | Angélica 38' · Dulce María 70' · Anabel 87' · Noelia 90' |                                    |

| 10 de outubro | Formas Íntimas                                         | 5 – 0 | Rampla Juniors | Estádio Antonio Fernandes, Guarujá |
| 16:00         | Diana 6' · Jennifer 10', 22' · Catalina 11', 90' (pen) |       |                |                                    |

| 12 de outubro | Rampla Juniors | 0 – 4 | Deportivo Quito                                                    | Estádio Ulrico Mursa, Santos |
| 13:30         |                |       | Madelin 4' · Patricia Freire 58' · Valéria 79' (pen) · Âmbar 90+1' |                              |

| 12 de outubro | Universidad Autónoma                                                                                               | 4 – 0 | San Lorenzo | Estádio Ulrico Mursa, Santos  |
| 15:30         | Ediberta Jaquet 30' 1.º tempo Dulce Maria 21' 2.º tempo Anabel Rodriguez 41' 2.º tempo Gloria Esther 43' 2.º tempo |       |             | Árbitro: Ana Marques (Brasil) |

| 14 de outubro | Universidad Autónoma               | 4 – 3 | Rampla Juniors              | Estádio Vila Belmiro, Santos |
| 9:00          | Florentina ?', ?', 88' · Anabel ?' |       | Juliana ?' · Yéssica ?', ?' |                              |

| 14 de outubro | San Lorenzo    | 1 – 6 | Formas Íntimas                                            | Estádio Vila Belmiro, Santos |
| 11:00         | Lina ?' (g.c.) |       | Diana ?', 55' · Catalina ?', ?' · Naila 46' · Jennifer ?' |                              |

## Fase final
Todas as partidas seguiram o fuso horário local (UTC-3).
|  | Semifinais                | Semifinais                |   |                        | Final                  | Final |  |
|  |                           |                           |   |                        |                        |       |  |
|  | 16 de outubro - São Paulo |                           |   |                        |                        |       |  |
|  | Santos                    | 5                         |   |                        |                        |       |  |
|  | Formas Íntimas            | 0                         |   |                        |                        |       |  |
|  |                           |                           |   |                        |                        |       |  |
|  |                           |                           |   |                        | 18 de outubro - Santos |       |  |
|  |                           |                           |   |                        | Santos                 | 9     |  |
|  |                           | Universidad Autónoma      | 0 |                        |                        |       |  |
|  |                           |                           |   |                        |                        |       |  |
|  |                           |                           |   |                        |                        |       |  |
|  |                           |                           |   |                        | Terceiro lugar         |       |  |
|  | 16 de outubro - São Paulo | 16 de outubro - São Paulo |   | 18 de outubro - Santos | 18 de outubro - Santos |       |  |
|  | Universidad Autónoma      | 1                         |   | Formas Íntimas         | 2                      |       |  |
|  | Everton                   | 0                         |   |                        | Everton                | 0     |  |

### Semifinais
| 16 de outubro | Universidad Autónoma | 1 – 0 | Everton | Estádio Pacaembu, São Paulo |
| 20:00         | Gloria 44'           |       |         |                             |

| 16 de outubro | Santos                                                             | 5 – 0 | Formas Íntimas | Estádio Pacaembu, São Paulo                      |
| 22:00         | Maurine 5' · Cristiane 11', 88' · Aline Pellegrino 23' · Marta 45' |       |                | Público: 7,340 Árbitro: Alejandra Maria Trucidos |

### Disputa do 3º lugar
| 18 de outubro | Formas Íntimas                                                                  | 2 – 0 | Everton | Estádio Vila Belmiro, Santos |
| 9:30          | Jennifer Hoyos aos 5 minutos 1.º tempo Catalina Pineda aos 12 minutos 2.º tempo |       |         |                              |

### Final
| 18 de outubro | Santos                                                                                               | 9 – 0 | Universidad Autónoma | Estádio Vila Belmiro, Santos             |
| 11:30         | Maurine 13' · Marta 16' · Érika 46', 56' · Fran 50' · Thais 53' · Suzana 70' · Dani 77' · Ketlen 83' |       |                      | Público: 14,186 Árbitro: Salomé di Iorio |

## Premiação
| Copa Libertadores da América de Futebol Feminino de 2009 |
| Brasil                                                   |
| -------------------------------------------------------- |
| SANTOS Campeão (1º título)                               |

## Artilharia
| 15 gols (1) - BRA Cristiane (Santos) 7 gols (2) - BRA Marta (Santos) - CHI Valeska (Everton) 6 gols (1) - BRA Érika (Santos) 5 gols (1) - COL Catalina (Formas Íntimas) 4 gols (3) - BRA Maurine (Santos) - COL Diana (Formas Íntimas) - COL Jennifer (Formas Íntimas) 3 gols (4) - ARG Quilionez (San Lorenzo) | 3 gols (continuação) - BRA Fran (Santos) - PAR Florentina (Universidad Autónoma) - PAR Monica (Universidad Autónoma) 2 gol (12) - ARG Enriqueta (San Lorenzo) - BRA Dani (Santos) - BRA Suzana (Santos) - BRA Thaisinha (Santos) - COL Naila (Formas Íntimas) - ECU Madelin (Deportivo Quito) - ECU Patricia Freire (Deportivo Quito) - ECU Valéria (Deportivo Quito) - PAR Anabel (Universidad Autónoma) - PER Nicole (White Star) - URU Juliana (Rampla Juniors) - URU Yéssica (Rampla Juniors) 1 gol (19) - ARG Sindy (San Lorenzo) - BRA Aline Pellegrino (Santos) | 1 gol (continuação) - BRA Ketlen (Santos) - BOL Karla Padilha (EnForma Santa Cruz) - BOL Nataly Ribeiro (EnForma Santa Cruz) - CHI Diaz (Everton) - CHI Karina Morales (Everton) - CHI Lopez (Everton) - COL Ospina (Formas Íntimas) - COL Usme (Formas Íntimas) - COL Yisela (Formas Íntimas) - ECU Âmbar (Deportivo Quito) - PAR Angélica (Universidad Autónoma) - PAR Dulce María (Universidad Autónoma) - PAR Gloria (Universidad Autónoma) - PAR Noelia (Universidad Autónoma) - PER Kelly (White Star) - URU Alejandra (Rampla Juniors) - VEN Daniela Gonzalez (Caracas) - VEN Oriana Altuve (Caracas) Gol contra (1) - COL Lina (Formas Íntimas) para o San Lorenzo |